# Alexander Fraser Tytler, lord Woodhouselee
Alexander Fraser Tytler, lord Woodhouselee, född den 15 oktober 1747, död den 5 januari 1813 i Edinburgh, var en skotsk historieskrivare. Han var son till William Tytler och far till Patrick Fraser Tytler.
Tytler var 1780–1790 professor i historia vid Edinburghs universitet, blev 1790 Skottlands judge advocate, 1802 ledamot av dess högsta domstol, varvid han fick titeln lord Woodhouselee, och 1811 skotsk överdomare (lord of justiciary). Av hans historiska arbeten märks Elements of general history (1801).